# Victor Delbos
Victor Delbos (Figeac, 26 de septiembre de 1862-París, 16 de junio de 1916) fue un filósofo e historiador de la filosofía francés.
Fue designado profesor de la Sorbona en 1902. En 1911, además, accedió a la Académie des sciences morales et politiques. Escribió sobre Spinoza, Nicolas Malebranche y Kant. Se publicaron, a título póstumo, una serie de charlas que dio sobre la filosofía poskantiana.
Falleció en julio de 1916 a causa de una miocarditis infecciosa. Maurice Blondel, amigo cercano, escribió un obituario y envió a la imprenta varias de sus obras aún sin publicar.

## Obras
- Le problème moral dans la philosophie de Spinoza et dans l'histoire du spinozisme, París: Alcan, 1893
- La Philosophie pratique de Kant, 1905
- Le spinozisme : cours professé à la Sorbonne en 1912-1913, 1916
- La philosophie française, 1919
- Étude de la philosophie de Malebranche, 1924
- De Kant aux postkantiens, 1942